# Drepanornis albertisi
El ave del paraíso de Albertis (Drepanornis albertisi) es una especie de ave paseriforme de la familia Paradisaeidae endémica de las selvas montañosas de Nueva Guinea.

## Subespecies
Se reconocen las siguientes según IOC:
- D. a. albertisi (P. L. Sclater, 1873)
- D. a. cervinicauda P. L. Sclater, 1884
- D. a. geisleri A.B. Meyer, 1893